# Île de Porquerolles
Île de Porquerolles – wyspa w archipelagu Îles d'Hyères w południowej Francji, na Morzu Śródziemnym (departament Var).
Na wyspie mieszkało w 2004 około 200 mieszkańców. Île de Porquerolles jest największą z wysp archipelagu Îles d'Hyères. Jej długość wynosi 7 km, szerokość 5 km. Na wyspie znajduje się 5 pasm wzgórz. Na jej południu znajduje się wybrzeże klifowe. Na północy istnieje port oraz plaże (Notre Dame, La Courtade oraz Plage d'Argent).
W 1820 roku na wyspie zostało założone miasteczko. W 1823 roku wybudowano latarnię morską na Cap d'Arme, zaś w 1850 roku kościół parafialny. Wyspę zakupił w 1912 roku François Joseph Fournier jako podarunek ślubny dla swej żony. Nowy właściciel założył winnicę, w której produkowano pierwsze wina klasyfikowane jako vin des Côtes de Provence. W 1971 roku 80 procent Île de Porquerolles odkupiło państwo, by zapobiec degradacji środowiska naturalnego poprzez zabudowę. Większą część wyspy obejmuje obecnie teren Parku Narodowego Port-Cros (Parc National de Port-Cros). Na wyspie utworzono Conservatoire botanique national méditerranéen de Porquerolles - instytucję państwową poświęconą ochronie i zachowaniu różnorodności roślinności śródziemnomorskiej, w skład której wchodzą ogród botaniczny roślin śródziemnomorskich z kolekcją rzadkich odmian z całego regionu Prowansji, Langwedocji i Lazurowego Wybrzeża, a także bank nasion.